# 東京学芸大学附属高等学校大泉校舎
東京学芸大学附属高等学校大泉校舎（とうきょうがくげいだいがくふぞく こうとうがっこう おおいずみこうしゃ, Tokyo Gakugei University Senior High School Oizumi Campus）は、かつて東京都練馬区東大泉五丁目にあった国立高等学校。
隣接する大泉中学校と統合・再編し、国際中等教育学校後期課程となった。
設置者は国立大学法人東京学芸大学で東京学芸大学の附属学校である附属高等学校の分校であった。

## 概要
生徒全員が帰国子女であるという点が学校の特徴であった。少人数のため、一クラスの人数は20人前後（HRクラスは一クラス10人前後）で、全校生徒は合計150人程度であった。
単位制をとり、1年次に3年分のカリキュラムは組むが、都立高校等とは違い、3年分それが適用されることはなく、毎年3学期に次学年のカリキュラムを組み直すことになっていた。
第2外国語として、フランス語、ドイツ語、スペイン語を設置していた。

## 閉校
附属高等学校大泉校舎は、附属大泉中学校と統合・再編の上、附属国際中等教育学校に改組されることとなり、2007年（平成19年）の中等教育学校開校以降、順次切り替えられていった。
附属大泉中学校が2009年3月に閉校した後、附属高等学校大泉校舎は同年4月の入学生を最後に新入生募集が停止され、2011年度の3年次編入学を最後に生徒募集が完全に停止された。2012年3月、附属高等学校大泉校舎が最後の在籍者が卒業すると同時に閉校したことで、附属大泉中・高の国際中等教育学校への切り替えが完了した。

## 沿革
- 1974年（昭和49年）
  - 7月 - 設立委員会が発足[2]。
  - 10月 - 東京学芸大学大泉キャンパスに、東京学芸大学教育学部附属高等学校大泉校舎が開校。プレハブ校舎で1学年2学級、2学期制の授業を開始[2]。
- 1975年（昭和50年）4月 - 制服を制定[2]。
- 1979年（昭和54年）4月 - 3学期制に変更[2]。
- 1980年（昭和55年）7月 - プレハブ校舎北側に新校舎が完成[2]。
- 1982年（昭和57年）3月 - プールが完成[2]。
- 1984年（昭和59年）11月 - 校歌を制定[2]。
- 1994年（平成6年）4月 - 制服を廃止[2]。
- 1995年（平成7年）4月 - 前期・後期からなる2学期制となる[2]。
- 2004年（平成16年）4月 - 東京学芸大学が国立大学法人化される。校名から教育学部を除き、東京学芸大学附属高等学校大泉校舎（現校名）に改称。
- 2006年（平成18年）
  - 1月 - 附属大泉中学校と附属高等学校大泉校舎を統合・再編し、「附属国際中等教育学校」を開校することを公表[2]。
  - 4月 - 3学期制に移行[2]。
- 2007年（平成19年）4月1日 - 附属国際中等教育学校が開校[3]。附属大泉中学校が募集停止。
- 2009年（平成21年）
  - 3月31日 - 附属大泉中学校、最後の在籍者が卒業して閉校。
  - 4月1日 - 附属高等学校大泉校舎、最後の入学式。次年度以降の新入生募集が停止される（編入学は最後まで募集）。
- 2010年（平成22年）4月1日 - 附属国際中等教育学校第1期生が後期課程に進学。
- 2012年（平成24年）3月31日 - 附属高等学校大泉校舎、最後の在籍者が卒業して閉校。附属国際中等教育学校への切り替えが完了。

## 設備
学校は土足で入れ、下駄箱がなかった。また、グラウンドがないため、部活は広大な生徒玄関前で練習をするか、隣接する東京学芸大学附属大泉中学校グラウンドを使用していた。

## 著名な出身者
- 山下真理 - 国際連合職員
- 渡辺真美 - 元B.B.クィーンズ、Mi-Keのメンバー
- 梅原淳 - 鉄道ジャーナリスト
- 杉山大輔 - 実業家
- 長谷川雅 - サッカー審判員
- 結子 - ファッションモデル

## 関連書籍
- 東京学芸大学教育学部附属高等学校大泉校舎 編『帰国生たちは今:社会に出た帰国生からのメッセージ』近代文藝社、1996年11月1日。ISBN 9784773359374。
- 東京学芸大学教育学部附属高等学校大泉校舎 編『帰国生の学校:教室からの授業レポート』近代文藝社、1999年11月1日。ISBN 9784773366150。
- 東京学芸大学教育学部附属高等学校大泉校舎 編『羽ばたこう未来へ:帰国生からのメッセージ』杉田洋監修、創友社〈国際理解教育選書シリーズ〉、2004年10月。ISBN 9784915658471。

## 関連事項
- 東京都高等学校の廃校一覧